# Андерсен, Стефан
Сте́фан Ма́йгор А́ндерсен (дат. Stephan Maigaard Andersen; род. 26 ноября 1981[…], Копенгаген) — датский футболист, вратарь клуба ВБ 1968. Выступал за сборную Дании.

## Карьера
Андерсен начал свою карьеру в датских клубах «Видовре» и «АБ». Затем, в возрасте 22 лет, он перешёл в английский «Чарльтон Атлетик», однако не сумев пробиться в основной состав, Андерсен в 2007 году возвратился в Данию. В Дании он становится основным вратарём в родном для себя клубе «Брондбю», при этом он в 2008 году признаётся лучшим вратарём Дании. В августе 2011 года состоялся переход Андерсена во французский «Эвиан». В январе 2014 года на правах аренды перешёл в нидерландский клуб «Гоу Эхед Иглз». После аренды перешёл в «Копенгаген».
Дебют Андерсена в сборной Дании произошёл в марте 2004 года в матче со сборной Испании. Стефан Андерсен был в составе национальной сборной на чемпионате Европы 2004, но ни разу не вышел на поле. Всего на 2 января 2012 года в составе сборной Андерсен провёл 8 матчей. Андерсен попал в заявку сборной Дании на чемпионат мира 2010, но ни разу не вышел на поле.
В августе 2011 он воссоединился со своим бывшим одноклубником Даниелем Вассом в «Эвиане» за 2 миллиона крон. Летом 2013 года Стефан подписал двухлетний контракт с «Реал Бетис». 30 января 2014 вратарь отправился в аренду в «Гоу Эхед Иглз» на остаток сезона 2013–14. 19 мая 2014 года стало известно, что Андерсен вернётся на родину после подписания трёхлетнего контракта с «Копенгагеном».

## Статистика

### Матчи Андерсена за сборную Дании
| Матчи Андерсена за сборную Дании | Матчи Андерсена за сборную Дании | Матчи Андерсена за сборную Дании | Матчи Андерсена за сборную Дании | Матчи Андерсена за сборную Дании | Матчи Андерсена за сборную Дании |
| -------------------------------- | -------------------------------- | -------------------------------- | -------------------------------- | -------------------------------- | -------------------------------- |
| №                                | Дата                             | Соперник                         | Счёт                             | Пропущено голов                  | Соревнование                     |
| 1                                | 31 марта 2004                    | Испания                          | 0:2                              | 1                                | Товарищеский матч                |
| 2                                | 6 сентября 2008                  | Венгрия                          | 0:0                              | —                                | Чемпионат мира 2010 (отбор)      |
| 3                                | 10 сентября 2008                 | Португалия                       | 3:2                              | 2                                | Чемпионат мира 2010 (отбор)      |
| 4                                | 12 августа 2009                  | Чили                             | 1:2                              | —                                | Товарищеский матч                |
| 5                                | 5 сентября 2009                  | Португалия                       | 1:1                              | 1                                | Чемпионат мира 2010 (отбор)      |
| 6                                | 1 июня 2010                      | Австралия                        | 0:1                              | 1                                | Товарищеский матч                |
| 7                                | 5 июня 2010                      | ЮАР                              | 0:1                              | 1                                | Товарищеский матч                |
| 8                                | 29 марта 2011                    | Словакия                         | 2:1                              | 1                                | Товарищеский матч                |
| 9                                | 26 мая 2012                      | Бразилия                         | 1:3                              | 1                                | Товарищеский матч                |
| 10                               | 2 июня 2012                      | Австралия                        | 2:0                              | —                                | Товарищеский матч                |
| 11                               | 9 июня 2012                      | Нидерланды                       | 1:0                              | —                                | Чемпионат Европы 2012            |
| 12                               | 13 июня 2012                     | Португалия                       | 2:3                              | 3                                | Чемпионат Европы 2012            |
| 13                               | 17 июня 2012                     | Германия                         | 1:2                              | 2                                | Чемпионат Европы 2012            |
| 14                               | 15 августа 2012                  | Словакия                         | 1:3                              | 3                                | Товарищеский матч                |
| 15                               | 8 сентября 2012                  | Чехия                            | 0:0                              | —                                | Чемпионат мира 2014 (отбор)      |
| 16                               | 12 октября 2012                  | Болгария                         | 1:1                              | 1                                | Чемпионат мира 2014 (отбор)      |
| 17                               | 16 октября 2012                  | Италия                           | 1:3                              | 3                                | Чемпионат мира 2014 (отбор)      |
| 18                               | 14 ноября 2012                   | Турция                           | 1:1                              | 1                                | Товарищеский матч                |
| 19                               | 22 марта 2013                    | Чехия                            | 3:0                              | —                                | Чемпионат мира 2014 (отбор)      |
| 20                               | 26 марта 2013                    | Болгария                         | 1:1                              | 1                                | Чемпионат мира 2014 (отбор)      |
| 21                               | 5 июня 2013                      | Грузия                           | 2:1                              | 1                                | Товарищеский матч                |
| 22                               | 11 июня 2013                     | Армения                          | 0:4                              | 4                                | Чемпионат мира 2014 (отбор)      |
| 23                               | 14 августа 2013                  | Польша                           | 2:3                              | 3                                | Товарищеский матч                |
| 24                               | 6 сентября 2013                  | Мальта                           | 2:1                              | 1                                | Чемпионат мира 2014 (отбор)      |
| 25                               | 10 сентября 2013                 | Армения                          | 1:0                              | —                                | Чемпионат мира 2014 (отбор)      |
| 26                               | 11 октября 2013                  | Италия                           | 2:2                              | 2                                | Чемпионат мира 2014 (отбор)      |
| 27                               | 15 ноября 2013                   | Норвегия                         | 2:1                              | 1                                | Товарищеский матч                |
| 28                               | 22 мая 2014                      | Венгрия                          | 2:2                              | 2                                | Товарищеский матч                |
| 29                               | 18 ноября 2014                   | Румыния                          | 0:2                              | 2                                | Товарищеский матч                |
| 30                               | 25 марта 2015                    | США                              | 3:2                              | 2                                | Товарищеский матч                |

Итого: 30 матчей / пропущено 39 голов; 10 побед, 8 ничьих, 12 поражений.

## Достижения
«Брондбю»
- Обладатель Кубка Дании: 2007/08
- Чемпион Королевской лиги: 2006/07

«Копенгаген»
- Чемпион Дании (3): 2015/16, 2016/17, 2018/19
- Обладатель Кубка Дании (3): 2014/15, 2015/16, 2016/17

Личные
- Лучший молодой игрок (до 21 года) Дании: 2003
- Лучший вратарь Дании: 2008